# Scrupocellaria regularis
Scrupocellaria regularis är en mossdjursart som beskrevs av Osburn 1940. Scrupocellaria regularis ingår i släktet Scrupocellaria och familjen Candidae.
Artens utbredningsområde är Mexikanska golfen. Inga underarter finns listade i Catalogue of Life.